# Campeonato Anual FEM 2025
El Campeonato Anual FEM 2025 es el vigésimo quinto campeonato oficial de Primera División de la rama femenina de la Asociación Paraguaya de Fútbol (APF).

## Sistema de competición
El modo de disputa es bajo el sistema de todos contra todos con partidos de ida y vuelta, unos como local y otros como visitante en dos rondas de once jornadas cada una. Es campeón el equipo que acumula la mayor cantidad de puntos al término de las 22 fechas.
En caso de igualdad de puntos entre dos contendientes se define el título tomando los siguientes parámetros:
1. Puntos en partidos directos.
2. Diferencia de goles en partidos directos.
3. Diferencia de goles.
4. Mayor cantidad de goles a favor.
5. Partido extra en campo neutral.

De existir más de dos en disputa se toman en cuenta los mismos parámetros excepto el último punto, siendo como última opción sorteo, tanto el equipo campeón como el vicecampeón clasificarán a la Copa Libertadores Femenina 2026.

## Equipos participantes
| Equipo                | Ciudad                   | Estadio                   | Capacidad | Fundación              |
| --------------------- | ------------------------ | ------------------------- | --------- | ---------------------- |
| Atlético Tembetary    | Villa Elisa              | Complejo Tembetary        | 500       | 3 de agosto de 1912    |
| Cerro Porteño         | Asunción                 | General Pablo Rojas       | 45 000    | 1 de octubre de 1912   |
| Deportivo Recoleta    | Asunción                 | Roque Battilana           | 6 000     | 12 de febrero de 1931  |
| General Caballero JLM | Dr. Juan León Mallorquín | Ka'arendy                 | 10 120    | 21 de junio de 1962    |
| Guaraní               | Asunción                 | Rogelio Livieres          | 8 000     | 12 de octubre de 1903  |
| Libertad              | Asunción                 | La Huerta                 | 14 000    | 30 de julio de 1905    |
| Nacional              | Asunción                 | Arsenio Erico             | 7 500     | 5 de junio de 1904     |
| Humaitá               | Mariano Roque Alonso     | Pioneros de Corumba Cué   | 7 000     | 19 de febrero de 1932  |
| Olimpia               | Asunción                 | Osvaldo Domínguez Dibb    | 22 000    | 25 de julio de 1902    |
| Sportivo 2 de Mayo    | Pedro Juan Caballero     | Río Parapití              | 25 000    | 6 de diciembre de 1935 |
| Sportivo Ameliano     | Villeta                  | La Fortaleza del Pikysyry | 7 000     | 6 de enero de 1936     |
| Sportivo Luqueño      | Luque                    | Feliciano Cáceres         | 26 974    | 1 de mayo de 1921      |
| Sportivo Trinidense   | Asunción                 | Martín Torres             | 3 000     | 11 de agosto de 1935   |

### Localización
La mayoría de los clubes (7) se concentra en la capital del país. En tanto que cuatro se encuentran a corta distancia en ciudades del Departamento Central. Por último, uno pertenece al departamento de Amambay y uno al de Alto Paraná. Se incluye al Centro de Alto Rendimiento de Fútbol Femenino, propiedad de la Asociación Paraguaya de Fútbol, debido a su uso frecuente por equipos que optan oficiar ahí como locales.
| Departamento | Cantidad | Equipos                                                                                        |
| ------------ | -------- | ---------------------------------------------------------------------------------------------- |
| Asunción     | 7        | Cerro Porteño, Olimpia, Guaraní, Libertad, Nacional*, Deportivo Recoleta y Sportivo Trinidense |
| Central      | 4        | Atlético Tembetary, Humaitá*, Sportivo Luqueño y Sportivo Ameliano                             |
| Amambay      | 1        | Sportivo 2 de Mayo                                                                             |
| Alto Paraná  | 1        | General Caballero JLM                                                                          |

| * | Juegan como Nacional/Humaitá. |

## Clasificación
| Pos. | Equipo                | Pts. | PJ | G  | E | P  | GF  | GC  | Dif. | Clasificación 2025-26                                                         |
| ---- | --------------------- | ---- | -- | -- | - | -- | --- | --- | ---- | ----------------------------------------------------------------------------- |
| 1    | Libertad              | 56   | 21 | 18 | 2 | 1  | 101 | 8   | +93  | Clasifican a la Copa Libertadores Femenina 2026 y a la Copa Paraguay FEM 2025 |
| 2    | Olimpia               | 56   | 21 | 18 | 2 | 1  | 118 | 9   | +109 | Clasifican a la Copa Libertadores Femenina 2026 y a la Copa Paraguay FEM 2025 |
| 3    | Guaraní               | 48   | 21 | 15 | 3 | 3  | 71  | 11  | +60  | Clasifican a la Copa Paraguay FEM 2025.                                       |
| 4    | Cerro Porteño         | 48   | 21 | 15 | 3 | 3  | 58  | 14  | +44  | Clasifican a la Copa Paraguay FEM 2025.                                       |
| 5    | Atlético Tembetary    | 32   | 21 | 10 | 2 | 9  | 39  | 36  | +3   |                                                                               |
| 6    | Sportivo Trinidense   | 31   | 21 | 9  | 4 | 8  | 42  | 46  | −4   |                                                                               |
| 7    | Nacional/Humaitá      | 31   | 21 | 9  | 4 | 8  | 30  | 38  | −8   |                                                                               |
| 8    | General Caballero JLM | 18   | 21 | 5  | 3 | 13 | 24  | 39  | −15  |                                                                               |
| 9    | Deportivo Recoleta    | 16   | 21 | 4  | 4 | 13 | 21  | 61  | −40  |                                                                               |
| 10   | 2 de Mayo             | 16   | 21 | 5  | 1 | 15 | 21  | 63  | −42  |                                                                               |
| 11   | Sportivo Luqueño      | 6    | 21 | 2  | 0 | 19 | 11  | 123 | −112 |                                                                               |
| 12   | Sportivo Ameliano     | 6    | 21 | 2  | 0 | 19 | 11  | 99  | −88  |                                                                               |

Actualizado a los partidos jugados el 18 de agosto de 2025.
 Fuente: APF

## Fixture
- Los horarios son correspondientes a PYT (UTC-3).

### Primera rueda
| Fecha 1               | Fecha 1   | Fecha 1            | Fecha 1                                       | Fecha 1      | Fecha 1 |
| Local                 | Resultado | Visitante          | Estadio                                       | Día          | Hora    |
| --------------------- | --------- | ------------------ | --------------------------------------------- | ------------ | ------- |
| Sportivo Trinidense   | 3 – 0     | Sportivo Ameliano  | Centro de Alto Rendimiento de Fútbol Femenino | 1 de febrero | 18:00   |
| Olimpia               | 2 – 0     | Guaraní            | Centro de Alto Rendimiento de Fútbol Femenino | 1 de febrero | 20:15   |
| Cerro Porteño         | 2 – 1     | Libertad           | Centro de Alto Rendimiento de Fútbol Femenino | 2 de febrero | 18:00   |
| 2 de Mayo             | 3 – 2     | Nacional/Humaitá   | Centro de Alto Rendimiento de Fútbol Femenino | 2 de febrero | 20:15   |
| Sportivo Luqueño      | 0 – 3     | Atlético Tembetary | Centro de Alto Rendimiento de Fútbol Femenino | 3 de febrero | 18:00   |
| General Caballero JLM | 1 – 0     | Deportivo Recoleta | Ka'arendy                                     | 3 de febrero | 20:15   |

| Fecha 2            | Fecha 2   | Fecha 2               | Fecha 2                                       | Fecha 2      | Fecha 2 |
| Local              | Resultado | Visitante             | Estadio                                       | Día          | Hora    |
| ------------------ | --------- | --------------------- | --------------------------------------------- | ------------ | ------- |
| Atlético Tembetary | 1 – 2     | Sportivo Trinidense   | Centro de Alto Rendimiento de Fútbol Femenino | 7 de febrero | 18:00   |
| Sportivo Luqueño   | 0 – 7     | Cerro Porteño         | Centro de Alto Rendimiento de Fútbol Femenino | 7 de febrero | 20:15   |
| Sportivo Ameliano  | 0 – 7     | Olimpia               | Centro de Alto Rendimiento de Fútbol Femenino | 8 de febrero | 18:00   |
| Guaraní            | 5 – 1     | General Caballero JLM | Centro de Alto Rendimiento de Fútbol Femenino | 8 de febrero | 20:15   |
| Deportivo Recoleta | 0 – 0     | 2 de Mayo             | Centro de Alto Rendimiento de Fútbol Femenino | 9 de febrero | 18:00   |
| Nacional/Humaitá   | 0 – 4     | Libertad              | Centro de Alto Rendimiento de Fútbol Femenino | 9 de febrero | 20:15   |

| Fecha 3               | Fecha 3   | Fecha 3            | Fecha 3                                             | Fecha 3       | Fecha 3 |
| Local                 | Resultado | Visitante          | Estadio                                             | Día           | Hora    |
| --------------------- | --------- | ------------------ | --------------------------------------------------- | ------------- | ------- |
| Sportivo Trinidense   | 4 – 0     | Sportivo Luqueño   | Centro de Alto Rendimiento de Divisiones Formativas | 15 de febrero | 18:00   |
| Olimpia               | 4 – 0     | Atlético Tembetary | Centro de Alto Rendimiento de Divisiones Formativas | 15 de febrero | 20:15   |
| Cerro Porteño         | 0 – 0     | Nacional/Humaitá   | Centro de Alto Rendimiento de Divisiones Formativas | 16 de febrero | 18:00   |
| General Caballero JLM | 3 – 0     | Sportivo Ameliano  | Ka'arendy                                           | 16 de febrero | 20:15   |
| 2 de Mayo             | 0 – 7     | Guaraní            | Centro de Alto Rendimiento de Fútbol Femenino       | 17 de febrero | 20:15   |
| Libertad              | 14 – 0    | Deportivo Recoleta | Centro de Alto Rendimiento de Divisiones Formativas | 5 de marzo    | 19:30   |

| Fecha 4             | Fecha 4   | Fecha 4               | Fecha 4                                             | Fecha 4       | Fecha 4 |
| Local               | Resultado | Visitante             | Estadio                                             | Día           | Hora    |
| ------------------- | --------- | --------------------- | --------------------------------------------------- | ------------- | ------- |
| Sportivo Ameliano   | 0 – 4     | 2 de Mayo             | Centro de Alto Rendimiento de Divisiones Formativas | 28 de febrero | 18:00   |
| Sportivo Trinidense | 0 – 3     | Cerro Porteño         | Centro de Alto Rendimiento de Divisiones Formativas | 28 de febrero | 20:15   |
| Deportivo Recoleta  | 1 – 3     | Nacional/Humaitá      | Centro de Alto Rendimiento de Divisiones Formativas | 1 de marzo    | 18:00   |
| Guaraní             | 0 – 0     | Libertad              | Centro de Alto Rendimiento de Divisiones Formativas | 1 de marzo    | 20:15   |
| Atlético Tembetary  | 1 – 1     | General Caballero JLM | Centro de Alto Rendimiento de Divisiones Formativas | 2 de marzo    | 18:00   |
| Sportivo Luqueño    | 0 – 12    | Olimpia               | Centro de Alto Rendimiento de Divisiones Formativas | 2 de marzo    | 20:15   |

| Fecha 5               | Fecha 5   | Fecha 5             | Fecha 5                                             | Fecha 5    | Fecha 5 |
| Local                 | Resultado | Visitante           | Estadio                                             | Día        | Hora    |
| --------------------- | --------- | ------------------- | --------------------------------------------------- | ---------- | ------- |
| Nacional/Humaitá      | 0 – 4     | Guaraní             | Centro de Alto Rendimiento de Divisiones Formativas | 7 de marzo | 18:00   |
| 2 de Mayo             | 2 – 4     | Atlético Tembetary  | Centro de Alto Rendimiento de Divisiones Formativas | 7 de marzo | 20:15   |
| General Caballero JLM | 5 – 0     | Sportivo Luqueño    | Ka'arendy                                           | 8 de marzo | 18:00   |
| Olimpia               | 9 – 0     | Sportivo Trinidense | Centro de Alto Rendimiento de Divisiones Formativas | 8 de marzo | 20:15   |
| Libertad              | 7 – 0     | Sportivo Ameliano   | Centro de Alto Rendimiento de Divisiones Formativas | 9 de marzo | 18:00   |
| Cerro Porteño         | 2 – 1     | Deportivo Recoleta  | Centro de Alto Rendimiento de Divisiones Formativas | 9 de marzo | 20:15   |

| Fecha 6             | Fecha 6   | Fecha 6               | Fecha 6                                             | Fecha 6     | Fecha 6 |
| Local               | Resultado | Visitante             | Estadio                                             | Día         | Hora    |
| ------------------- | --------- | --------------------- | --------------------------------------------------- | ----------- | ------- |
| Atlético Tembetary  | 0 – 3     | Libertad              | Centro de Alto Rendimiento de Fútbol Femenino       | 14 de marzo | 18:00   |
| Sportivo Ameliano   | 0 – 2     | Nacional/Humaitá      | Centro de Alto Rendimiento de Fútbol Femenino       | 14 de marzo | 20:15   |
| Olimpia             | 2 – 0     | Cerro Porteño         | Centro de Alto Rendimiento de Fútbol Femenino       | 15 de marzo | 19:30   |
| Guaraní             | 3 – 0     | Deportivo Recoleta    | Centro de Alto Rendimiento de Divisiones Formativas | 16 de marzo | 18:00   |
| Sportivo Luqueño    | 0 – 3     | 2 de Mayo             | Centro de Alto Rendimiento de Divisiones Formativas | 16 de marzo | 20:15   |
| Sportivo Trinidense | 1 – 1     | General Caballero JLM | Centro de Alto Rendimiento de Divisiones Formativas | 17 de marzo | 19:30   |

| Fecha 7               | Fecha 7   | Fecha 7             | Fecha 7                                             | Fecha 7     | Fecha 7 |
| Local                 | Resultado | Visitante           | Estadio                                             | Día         | Hora    |
| --------------------- | --------- | ------------------- | --------------------------------------------------- | ----------- | ------- |
| 2 de Mayo             | 0 – 4     | Sportivo Trinidense | Centro de Alto Rendimiento de Divisiones Formativas | 22 de marzo | 18:00   |
| Libertad              | 12 – 0    | Sportivo Luqueño    | Centro de Alto Rendimiento de Divisiones Formativas | 22 de marzo | 20:15   |
| Nacional/Humaitá      | 3 – 1     | Atlético Tembetary  | Centro de Alto Rendimiento de Fútbol Femenino       | 23 de marzo | 18:00   |
| Deportivo Recoleta    | 1 – 2     | Sportivo Ameliano   | Centro de Alto Rendimiento de Fútbol Femenino       | 23 de marzo | 20:15   |
| General Caballero JLM | 0 – 5     | Olimpia             | Ka'arendy                                           | 24 de marzo | 18:00   |
| Cerro Porteño         | 2 – 2     | Guaraní             | Centro de Alto Rendimiento de Fútbol Femenino       | 24 de marzo | 20:15   |

| Fecha 8               | Fecha 8   | Fecha 8            | Fecha 8                                       | Fecha 8     | Fecha 8 |
| Local                 | Resultado | Visitante          | Estadio                                       | Día         | Hora    |
| --------------------- | --------- | ------------------ | --------------------------------------------- | ----------- | ------- |
| Sportivo Luqueño      | 1 – 3     | Nacional/Humaitá   | Centro de Alto Rendimiento de Fútbol Femenino | 28 de marzo | 18:00   |
| Sportivo Ameliano     | 0 – 8     | Guaraní            | Centro de Alto Rendimiento de Fútbol Femenino | 28 de marzo | 20:15   |
| Olimpia               | 5 – 0     | 2 de Mayo          | Centro de Alto Rendimiento de Fútbol Femenino | 29 de marzo | 18:00   |
| Sportivo Trinidense   | 1 – 4     | Libertad           | Centro de Alto Rendimiento de Fútbol Femenino | 29 de marzo | 20:15   |
| General Caballero JLM | 0 – 1     | Cerro Porteño      | Ka'arendy                                     | 30 de marzo | 18:00   |
| Atlético Tembetary    | 3 – 0     | Deportivo Recoleta | Centro de Alto Rendimiento de Fútbol Femenino | 30 de marzo | 20:15   |

| Fecha 9            | Fecha 9   | Fecha 9               | Fecha 9                                       | Fecha 9    | Fecha 9 |
| Local              | Resultado | Visitante             | Estadio                                       | Día        | Hora    |
| ------------------ | --------- | --------------------- | --------------------------------------------- | ---------- | ------- |
| Guaraní            | 5 – 0     | Atlético Tembetary    | Centro de Alto Rendimiento de Fútbol Femenino | 4 de abril | 18:00   |
| 2 de Mayo          | 1 – 3     | General Caballero JLM | Centro de Alto Rendimiento de Fútbol Femenino | 4 de abril | 20:15   |
| Nacional/Humaitá   | 1 – 1     | Sportivo Trinidense   | Centro de Alto Rendimiento de Fútbol Femenino | 5 de abril | 18:00   |
| Deportivo Recoleta | 3 – 2     | Sportivo Luqueño      | Centro de Alto Rendimiento de Fútbol Femenino | 5 de abril | 20:15   |
| Cerro Porteño      | 9 – 0     | Sportivo Ameliano     | Centro de Alto Rendimiento de Fútbol Femenino | 6 de abril | 18:00   |
| Libertad           | 1 – 0     | Olimpia               | Centro de Alto Rendimiento de Fútbol Femenino | 6 de abril | 20:15   |

| Fecha 10              | Fecha 10  | Fecha 10           | Fecha 10                                      | Fecha 10    | Fecha 10 |
| Local                 | Resultado | Visitante          | Estadio                                       | Día         | Hora     |
| --------------------- | --------- | ------------------ | --------------------------------------------- | ----------- | -------- |
| Sportivo Trinidense   | 4 – 2     | Deportivo Recoleta | Centro de Alto Rendimiento de Fútbol Femenino | 11 de abril | 17:45    |
| General Caballero JLM | 1 – 2     | Libertad           | Ka'arendy                                     | 11 de abril | 20:00    |
| Atlético Tembetary    | 4 – 0     | Sportivo Ameliano  | Centro de Alto Rendimiento de Fútbol Femenino | 12 de abril | 17:45    |
| Sportivo Luqueño      | 1 – 7     | Guaraní            | Centro de Alto Rendimiento de Fútbol Femenino | 12 de abril | 20:00    |
| Olimpia               | 7 – 1     | Nacional/Humaitá   | Centro de Alto Rendimiento de Fútbol Femenino | 13 de abril | 17:45    |
| 2 de Mayo             | 1 – 4     | Cerro Porteño      | Centro de Alto Rendimiento de Fútbol Femenino | 13 de abril | 20:00    |

| Fecha 11           | Fecha 11  | Fecha 11              | Fecha 11                                      | Fecha 11    | Fecha 11 |
| Local              | Resultado | Visitante             | Estadio                                       | Día         | Hora     |
| ------------------ | --------- | --------------------- | --------------------------------------------- | ----------- | -------- |
| Deportivo Recoleta | 0 – 8     | Olimpia               | Centro de Alto Rendimiento de Fútbol Femenino | 19 de abril | 17:45    |
| Libertad           | 10 – 1    | 2 de Mayo             | Centro de Alto Rendimiento de Fútbol Femenino | 19 de abril | 20:00    |
| Nacional/Humaitá   | 2 – 1     | General Caballero JLM | Centro de Alto Rendimiento de Fútbol Femenino | 20 de abril | 17:45    |
| Cerro Porteño      | 2 – 0     | Atlético Tembetary    | Centro de Alto Rendimiento de Fútbol Femenino | 20 de abril | 20:00    |
| Sportivo Ameliano  | 2 – 3     | Sportivo Luqueño      | Centro de Alto Rendimiento de Fútbol Femenino | 21 de abril | 17:45    |
| Guaraní            | 2 – 0     | Sportivo Trinidense   | Centro de Alto Rendimiento de Fútbol Femenino | 21 de abril | 20:00    |

### Segunda rueda
| Fecha 12           | Fecha 12  | Fecha 12              | Fecha 12                                      | Fecha 12    | Fecha 12 |
| Local              | Resultado | Visitante             | Estadio                                       | Día         | Hora     |
| ------------------ | --------- | --------------------- | --------------------------------------------- | ----------- | -------- |
| Deportivo Recoleta | 1 – 1     | General Caballero JLM | Centro de Alto Rendimiento de Fútbol Femenino | 26 de abril | 17:45    |
| Sportivo Ameliano  | 0 – 6     | Sportivo Trinidense   | Centro de Alto Rendimiento de Fútbol Femenino | 26 de abril | 20:00    |
| Libertad           | 4 – 0     | Cerro Porteño         | Centro de Alto Rendimiento de Fútbol Femenino | 27 de abril | 17:45    |
| Atlético Tembetary | 4 – 0     | Sportivo Luqueño      | Centro de Alto Rendimiento de Fútbol Femenino | 27 de abril | 20:00    |
| Nacional/Humaitá   | 2 – 0     | 2 de Mayo             | Centro de Alto Rendimiento de Fútbol Femenino | 28 de abril | 17:45    |
| Guaraní            | 1 – 2     | Olimpia               | Centro de Alto Rendimiento de Fútbol Femenino | 28 de abril | 20:00    |

| Fecha 13              | Fecha 13  | Fecha 13           | Fecha 13                                      | Fecha 13  | Fecha 13 |
| Local                 | Resultado | Visitante          | Estadio                                       | Día       | Hora     |
| --------------------- | --------- | ------------------ | --------------------------------------------- | --------- | -------- |
| Cerro Porteño         | 6 – 0     | Sportivo Luqueño   | Centro de Alto Rendimiento de Fútbol Femenino | 2 de mayo | 17:45    |
| Sportivo Trinidense   | 2 – 3     | Atlético Tembetary | Centro de Alto Rendimiento de Fútbol Femenino | 2 de mayo | 20:00    |
| General Caballero JLM | 0 – 1     | Guaraní            | Ka'arendy                                     | 3 de mayo | 17:45    |
| Olimpia               | 14 – 1    | Sportivo Ameliano  | Centro de Alto Rendimiento de Fútbol Femenino | 3 de mayo | 20:00    |
| 2 de Mayo             | 0 – 2     | Deportivo Recoleta | Centro de Alto Rendimiento de Fútbol Femenino | 4 de mayo | 17:45    |
| Libertad              | 6 – 0     | Nacional/Humaitá   | Centro de Alto Rendimiento de Fútbol Femenino | 4 de mayo | 20:00    |

| Fecha 14           | Fecha 14  | Fecha 14              | Fecha 14                                      | Fecha 14   | Fecha 14 |
| Local              | Resultado | Visitante             | Estadio                                       | Día        | Hora     |
| ------------------ | --------- | --------------------- | --------------------------------------------- | ---------- | -------- |
| Sportivo Luqueño   | 2 – 3     | Sportivo Trinidense   | Centro de Alto Rendimiento de Fútbol Femenino | 9 de mayo  | 17:00    |
| Nacional/Humaitá   | 0 – 2     | Cerro Porteño         | Centro de Alto Rendimiento de Fútbol Femenino | 9 de mayo  | 19:15    |
| Deportivo Recoleta | 0 – 5     | Libertad              | Centro de Alto Rendimiento de Fútbol Femenino | 10 de mayo | 17:00    |
| Atlético Tembetary | 0 – 6     | Olimpia               | Centro de Alto Rendimiento de Fútbol Femenino | 10 de mayo | 19:15    |
| Guaraní            | 5 – 0     | 2 de Mayo             | Centro de Alto Rendimiento de Fútbol Femenino | 11 de mayo | 17:00    |
| Sportivo Ameliano  | 1 – 2     | General Caballero JLM | Centro de Alto Rendimiento de Fútbol Femenino | 11 de mayo | 19:15    |

| Fecha 15              | Fecha 15  | Fecha 15            | Fecha 15                                      | Fecha 15   | Fecha 15 |
| Local                 | Resultado | Visitante           | Estadio                                       | Día        | Hora     |
| --------------------- | --------- | ------------------- | --------------------------------------------- | ---------- | -------- |
| 2 de Mayo             | 2 – 3     | Sportivo Ameliano   | Centro de Alto Rendimiento de Fútbol Femenino | 16 de mayo | 17:00    |
| Olimpia               | 17 – 0    | Sportivo Luqueño    | Centro de Alto Rendimiento de Fútbol Femenino | 16 de mayo | 19:15    |
| Cerro Porteño         | 6 – 1     | Sportivo Trinidense | Centro de Alto Rendimiento de Fútbol Femenino | 17 de mayo | 17:00    |
| Libertad              | 1 – 0     | Guaraní             | Centro de Alto Rendimiento de Fútbol Femenino | 17 de mayo | 19:15    |
| Nacional/Humaitá      | 3 – 1     | Deportivo Recoleta  | Centro de Alto Rendimiento de Fútbol Femenino | 18 de mayo | 17:00    |
| General Caballero JLM | 0 – 2     | Atlético Tembetary  | Ka'arendy                                     | 18 de mayo | 19:15    |

| Fecha 16            | Fecha 16  | Fecha 16              | Fecha 16                                      | Fecha 16   | Fecha 16 |
| Local               | Resultado | Visitante             | Estadio                                       | Día        | Hora     |
| ------------------- | --------- | --------------------- | --------------------------------------------- | ---------- | -------- |
| Sportivo Ameliano   | 2 – 6     | Libertad              | Centro de Alto Rendimiento de Fútbol Femenino | 23 de mayo | 17:00    |
| Deportivo Recoleta  | 0 – 4     | Cerro Porteño         | Centro de Alto Rendimiento de Fútbol Femenino | 23 de mayo | 19:15    |
| Sportivo Trinidense | 2 – 3     | Olimpia               | Centro de Alto Rendimiento de Fútbol Femenino | 24 de mayo | 15:00    |
| Guaraní             | 1 – 0     | Nacional/Humaitá      | Centro de Alto Rendimiento de Fútbol Femenino | 24 de mayo | 17:15    |
| Sportivo Luqueño    | 2 – 1     | General Caballero JLM | Centro de Alto Rendimiento de Fútbol Femenino | 25 de mayo | 17:00    |
| Atlético Tembetary  | 4 – 2     | 2 de Mayo             | Centro de Alto Rendimiento de Fútbol Femenino | 25 de mayo | 19:15    |

| Fecha 17              | Fecha 17  | Fecha 17            | Fecha 17                                            | Fecha 17   | Fecha 17 |
| Local                 | Resultado | Visitante           | Estadio                                             | Día        | Hora     |
| --------------------- | --------- | ------------------- | --------------------------------------------------- | ---------- | -------- |
| Cerro Porteño         | 1 – 1     | Olimpia             | Defensores del Chaco                                | 7 de junio | 17:00    |
| General Caballero JLM | 2 – 3     | Sportivo Trinidense | Ka'arendy                                           | 7 de junio | 19:15    |
| Nacional/Humaitá      | 3 - 0     | Sportivo Ameliano   | Centro de Alto Rendimiento de Divisiones Formativas | 8 de junio | 8:00     |
| Libertad              | 2 - 0     | Atlético Tembetary  | Centro de Alto Rendimiento de Divisiones Formativas | 8 de junio | 10:00    |
| 2 de Mayo             | 1 - 0     | Sportivo Luqueño    | Centro de Alto Rendimiento de Divisiones Formativas | 8 de junio | 17:00    |
| Deportivo Recoleta    | 1 - 1     | Guaraní             | Centro de Alto Rendimiento de Divisiones Formativas | 8 de junio | 19:15    |

| Fecha 18            | Fecha 18  | Fecha 18              | Fecha 18                                            | Fecha 18    | Fecha 18 |
| Local               | Resultado | Visitante             | Estadio                                             | Día         | Hora     |
| ------------------- | --------- | --------------------- | --------------------------------------------------- | ----------- | -------- |
| Sportivo Ameliano   | 0 - 3     | Deportivo Recoleta    | Centro de Alto Rendimiento de Divisiones Formativas | 13 de junio | 18:00    |
| Olimpia             | 5 - 1     | General Caballero JLM | Centro de Alto Rendimiento de Divisiones Formativas | 14 de junio | 16:00    |
| Sportivo Luqueño    | 0 - 10    | Libertad              | Centro de Alto Rendimiento de Divisiones Formativas | 14 de junio | 18:00    |
| Atlético Tembetary  | 0 - 0     | Nacional/Humaitá      | Centro de Alto Rendimiento de Divisiones Formativas | 15 de junio | 8:00     |
| Guaraní             | 1 - 0     | Cerro Porteño         | Centro de Alto Rendimiento de Divisiones Formativas | 15 de junio | 10:00    |
| Sportivo Trinidense | 2 - 0     | 2 de Mayo             | Centro de Alto Rendimiento de Divisiones Formativas | 15 de junio | 10:00    |

| Fecha 19           | Fecha 19  | Fecha 19              | Fecha 19                                            | Fecha 19    | Fecha 19 |
| Local              | Resultado | Visitante             | Estadio                                             | Día         | Hora     |
| ------------------ | --------- | --------------------- | --------------------------------------------------- | ----------- | -------- |
| Nacional/Humaitá   | 3 - 0     | Sportivo Luqueño      | Centro de Alto Rendimiento de Divisiones Formativas | 21 de junio | 8:00     |
| Guaraní            | 3 - 0     | Sportivo Ameliano     | Centro de Alto Rendimiento de Divisiones Formativas | 21 de junio | 14:00    |
| Deportivo Recoleta | 0 - 4     | Atlético Tembetary    | Centro de Alto Rendimiento de Divisiones Formativas | 21 de junio | 16:00    |
| Cerro Porteño      | 1 - 0     | General Caballero JLM | Centro de Alto Rendimiento de Divisiones Formativas | 22 de junio | 8:00     |
| 2 de Mayo          | 0 - 5     | Olimpia               | Centro de Alto Rendimiento de Divisiones Formativas | 22 de junio | 10:00    |
| Libertad           | 4 - 0     | Sportivo Trinidense   | Colegialito                                         | 5 de agosto | 16:00    |

| Fecha 20              | Fecha 20  | Fecha 20           | Fecha 20       | Fecha 20     | Fecha 20 |
| Local                 | Resultado | Visitante          | Estadio        | Día          | Hora     |
| --------------------- | --------- | ------------------ | -------------- | ------------ | -------- |
| Sportivo Ameliano     | 0 - 5     | Cerro Porteño      | Ricardo Gregor | 8 de agosto  | 13:30    |
| Sportivo Trinidense   | 2 - 2     | Nacional/Humaitá   | Ricardo Gregor | 8 de agosto  | 15:30    |
| General Caballero JLM | 0 - 1     | 2 de Mayo          | Ka'arendy      | 10 de agosto | 13:30    |
| Olimpia               | 1 - 1     | Libertad           | Ricardo Gregor | 10 de agosto | 15:30    |
| Sportivo Luqueño      | 0 – 4     | Deportivo Recoleta | Ricardo Gregor | 11 de agosto | 13:30    |
| Atlético Tembetary    | 1 – 2     | Guaraní            | Ricardo Gregor | 11 de agosto | 15:30    |

| Fecha 21           | Fecha 21  | Fecha 21              | Fecha 21                                      | Fecha 21     | Fecha 21 |
| Local              | Resultado | Visitante             | Estadio                                       | Día          | Hora     |
| ------------------ | --------- | --------------------- | --------------------------------------------- | ------------ | -------- |
| Guaraní            | 13 - 0    | Sportivo Luqueño      | Centro de Alto Rendimiento de Fútbol Femenino | 16 de agosto | 13:30    |
| Cerro Porteño      | 1 - 0     | 2 de Mayo             | Centro de Alto Rendimiento de Fútbol Femenino | 16 de agosto | 15:30    |
| Libertad           | 4 - 0     | General Caballero JLM | Centro de Alto Rendimiento de Fútbol Femenino | 17 de agosto | 15:30    |
| Nacional/Humaitá   | 0 - 3     | Olimpia               | Gunther Vogel                                 | 17 de agosto | 15:30    |
| Sportivo Ameliano  | 0 – 4     | Atlético Tembetary    | Centro de Alto Rendimiento de Fútbol Femenino | 18 de agosto | 13:30    |
| Deportivo Recoleta | 1 – 1     | Sportivo Trinidense   | Centro de Alto Rendimiento de Fútbol Femenino | 18 de agosto | 15:30    |

| Fecha 22              | Fecha 22  | Fecha 22           | Fecha 22                                      | Fecha 22     | Fecha 22 |
| Local                 | Resultado | Visitante          | Estadio                                       | Día          | Hora     |
| --------------------- | --------- | ------------------ | --------------------------------------------- | ------------ | -------- |
| Atlético Tembetary    | –         | Cerro Porteño      | Centro de Alto Rendimiento de Fútbol Femenino | 23 de agosto | 13:30    |
| Sportivo Luqueño      | –         | Sportivo Ameliano  | Centro de Alto Rendimiento de Fútbol Femenino | 23 de agosto | 15:30    |
| 2 de Mayo             | –         | Libertad           | Centro de Alto Rendimiento de Fútbol Femenino | 24 de agosto | 15:30    |
| Olimpia               | –         | Deportivo Recoleta | Gunther Vogel                                 | 24 de agosto | 15:30    |
| Sportivo Trinidense   | –         | Guaraní            | Centro de Alto Rendimiento de Fútbol Femenino | 25 de agosto | 13:30    |
| General Caballero JLM | –         | Nacional/Humaitá   | Ka'arendy                                     | 25 de agosto | 15:30    |

## Goleadoras
| Pos. | Jugadora          | Equipos            | Goles |
| ---- | ----------------- | ------------------ | ----- |
| 1    | Liz Peña          | Libertad           | 28    |
| 2    | Amada Peralta     | Olimpia            | 27    |
| 3    | Liza Larrea       | Libertad           | 19    |
| 4    | Patricia Sánchez  | Guaraní            | 15    |
| 5    | Micaela Valdez    | Atlético Tembetary | 13    |
| 6    | Camila López      | Cerro Porteño      | 12    |
| 7    | Mariana Pion      | Olimpia            | 12    |
| 8    | Nabila Perruchino | Olimpia            | 12    |
| 9    | Ángeles Patiño    | Atlético Tembetary | 11    |
| 10   | Karina Castellano | Guaraní            | 11    |
| 11   | María Portillo    | Olimpia            | 11    |
| 12   | Antonia Riveros   | Cerro Porteño      | 10    |